# Ricco Groß
Ricco Groß (Schlema, 22 de agosto de 1970) es un deportista alemán que compitió en biatlón.
Participó en cinco Juegos Olímpicos de Invierno, entre los años 1992 y 2006, obteniendo en total ocho medallas: oro y plata en Albertville 1992, oro y plata en Lillehammer 1994, oro en Nagano 1998, plata y bronce en Salt Lake City   2002 y oro en Turín 2006. Ganó 20 medallas en el Campeonato Mundial de Biatlón entre los años 1991 y 2007.

## Palmarés internacional
| Juegos Olímpicos   | Juegos Olímpicos                | Juegos Olímpicos  | Juegos Olímpicos |
| Año                | Lugar                           | Medalla           | Prueba           |
| ------------------ | ------------------------------- | ----------------- | ---------------- |
| 1992               | Albertville (Francia)           | Medalla de oro    | Relevos          |
| 1992               | Albertville (Francia)           | Medalla de plata  | Velocidad        |
| 1994               | Lillehammer (Noruega)           | Medalla de oro    | Relevos          |
| 1994               | Lillehammer (Noruega)           | Medalla de plata  | Velocidad        |
| 1998               | Nagano (Japón)                  | Medalla de oro    | Relevos          |
| 2002               | Salt Lake City (Estados Unidos) | Medalla de plata  | Relevos          |
| 2002               | Salt Lake City (Estados Unidos) | Medalla de bronce | Persecución      |
| 2006               | Turín (Italia)                  | Medalla de oro    | Relevos          |
| Campeonato Mundial |                                 |                   |                  |
| Año                | Lugar                           | Medalla           | Prueba           |
| 1991               | Lahti (Finlandia)               | Medalla de oro    | Relevos          |
| 1995               | Anterselva (Italia)             | Medalla de oro    | Relevos          |
| 1995               | Anterselva (Italia)             | Medalla de bronce | Velocidad        |
| 1996               | Ruhpolding (Alemania)           | Medalla de plata  | Relevos          |
| 1997               | Osrblie (Eslovaquia)            | Medalla de oro    | Individual       |
| 1997               | Osrblie (Eslovaquia)            | Medalla de oro    | Relevos          |
| 1998               | Hochfilzen (Austria)            | Medalla de plata  | Equipo           |
| 1999               | Kontiolahti (Finlandia)         | Medalla de oro    | Persecución      |
| 1999               | Kontiolahti (Finlandia)         | Medalla de plata  | Individual       |
| 2000               | Oslo (Noruega)                  | Medalla de bronce | Relevos          |
| 2003               | Janty-Mansisk (Rusia)           | Medalla de oro    | Persecución      |
| 2003               | Janty-Mansisk (Rusia)           | Medalla de oro    | Relevos          |
| 2003               | Janty-Mansisk (Rusia)           | Medalla de plata  | Velocidad        |
| 2003               | Janty-Mansisk (Rusia)           | Medalla de bronce | Individual       |
| 2004               | Oberhof (Alemania)              | Medalla de oro    | Persecución      |
| 2004               | Oberhof (Alemania)              | Medalla de oro    | Relevos          |
| 2004               | Oberhof (Alemania)              | Medalla de plata  | Velocidad        |
| 2005               | Hochfilzen (Austria)            | Medalla de bronce | Individual       |
| 2005               | Janty-Mansisk (Rusia)           | Medalla de bronce | Relevo mixto     |
| 2007               | Anterselva (Italia)             | Medalla de bronce | Relevos          |